# 忍者COP サイゾウ
『忍者COP サイゾウ』（にんじゃコップ サイゾウ）は、1989年11月17日に九娯貿易より発売されたファミリーコンピュータ用のアクションゲーム。日本国外でも発売されており、日本国外版のタイトルは『Wrath of the Black Manta』。

## 概要
オーソドックスな横スクロールタイプのアクションゲームで、手裏剣や刀（敵に接近して攻撃ボタン）、忍法で敵を倒し、捕らわれている子供を救出しながら進む。全6ステージで、ステージの最後にはボスキャラが待ち構えている。特定の敵に触れたり、捕らわれている子供を救出すると会話が始まるが、大抵が珍妙な内容の会話で、そのためにバカゲーと判断されてしまうことが多い。ゲーム自体はバランス良く作られていて、難易度は低めになっている。

## ゲーム内容

### 忍法
忍法は無制限に使用することが可能。攻撃ボタンを押しっぱなしにし、画面下方に表示されているゲージを溜めた後にボタンを離す（溜め撃ちする）ことで忍法を放つことができる。初めは使用できる数が少ないが、各ステージをクリアすると使用できる忍法が増えていく。セットできる忍法はA～Dそれぞれ一つのみだが、ゲーム中に選択画面を呼び出して変更することが可能。ちなみに凧に乗って空を飛ぶシューティング面があるが、そこでは「波動の術」しか使うことができない。

#### 忍法A
方向キーを押さずに攻撃ボタン溜め撃ちで出すことができる。
火炎の術
自分の周囲に炎の弾を出す。忍法Aに初期セットされている忍法。
木の葉みじんの術
上空から木の葉を撒き散らして攻撃する。
イナズマの術
敵の頭上に稲妻を落とす。

#### 忍法B
方向キーの右または左を押しながら（歩きながら）攻撃ボタン溜め撃ちで出すことができる。
波動の術
前方に威力のある弾を撃てる。忍法Bはこの術のみ。

#### 忍法C
方向キーの下を押しながら（しゃがみながら）攻撃ボタン溜め撃ちで出すことができる。
火走りの術
地を這う炎を放つ。忍法Cに初期セットされている忍法。
木の葉舞の術
上空から木の葉を撒き散らし、当たった敵の動きを止める。効かない敵もいる。
土ぐもの術
地中に潜ることが出来る。ただし、特定の地形の上のみ。

#### 忍法D
方向キーの上を押しながら攻撃ボタン溜め撃ちで出すことができる。
おぼろ影の術
頭上に分身を作ることができる。忍法Dに初期にセットされている忍法。
かげろうの術
一定時間無敵になる。効いている間はどのような攻撃でもダメージを受けない。
木の葉がくれの術
時間が止まり、任意の場所に移動できる。

### 日本版と日本国外版の違い
- 日本国外版の発売元はタイトー。
- 使用されている音楽が違う。
- 技の振り分けが違う。
- ストーリーが異なる。
- 各会話シーン及びボスキャラクターのグラフィックが一部を除いて変更されている。
- ステージ構成が異なり、国内版のステージ2が削除され、最終ステージのボスラッシュがなくなっている。また、最終ボスは一定の手順を踏まない限り倒せない。

## ストーリー
199X年、犯罪都市・ニューヨークで子供の誘拐事件が多発していた。ある日の真夜中、ジョン警視から例の誘拐事件が発生したとの連絡を受けた忍者刑事・サイゾウは、誘拐された子供の中に息子のサスケがいることを知る。サイゾウは息子と誘拐された子供達を救うため、数々の忍法を武器に犯罪組織「ジャウズ」に立ち向かう。

## 登場人物
コガクレサイゾウ
主人公。ニューヨーク市警の日系二世の刑事だが、実は多数の忍術を操る忍者。海外版では「ブラックマンタ」と呼ばれる。
サスケ
サイゾウの息子。友達の家へ泊まりに行っていたが、誘拐事件に巻き込まれる。捕らわれの身のはずだが、何故か各所に手紙を残したりサイゾウへ矢文で手紙を送ったりしている。最終ステージ直前にサイゾウの息子だということがバレて首領の人質に取られてしまうが、日本版では問題なく首領を倒すことができる。
ジョン警視
ニューヨーク市警の警視でサイゾウの上司。オープニングシーンに登場し、サイゾウに誘拐事件の解決を依頼する。サイゾウが忍者であることを知っている。
モロゾフ
エリア1のボスで、スラム街を取り仕切っている大男。サイゾウの数倍の体格があり、飛び跳ねてガレキを落としたり、腕から衝撃波を放ってくる。頭が弱点。
赤忍者3人組
エリア2のボス。首領が日本から連れてきた。忍法を用いてトーテムポールの様な姿に変身し、サイゾウに襲いかかる。後に首領が彼らのギャラを抑えていた事が発覚する。
一つ目ドラゴン
エリア3のボス。ジャウズがヨーロッパの奥地から連れてきた、組織の科学者が作り出した生物兵器。１つ目と尾を持つ球体で、飛びながら光線を発射する。首領の細胞が使われているが、とても人間の細胞から作られたとは思えない異常な形状をしている。海外版では登場しない。
イナズマン
エリア4のボス。未完成の装置によって生まれた合成人間。半分溶解したような姿だが戦闘力は高く、勝利したサイゾウも疲労の色を隠せなかった。海外版ではブードゥの戦士に置き換えられている。
メタリカ
エリア5のボス。ジャウズが作り出した3機のロボット用心棒。小中大の三機存在しており、二足歩行で次々とサイゾウに襲いかかってくる。
首領
エリア6のボス。本名不明。犯罪組織「ジャウズ」の首領。ステージが終わるたびに部下との会話シーンが流れ、忍者たちのギャラをケチったり、実は恐妻家であったり、サイゾウたった一人に野望を打ち砕かれて落ち込んだり、サスケの存在に勝機を見出し「人生こうでなくっちゃ！」と上機嫌になるなど、人間味溢れる姿が描かれる。各ステージで情報を集めることにより、元は火星有人ロケットに搭乗した宇宙飛行士だが、現在は子供を誘拐して殺人マシーンに育てる一方、世界中にスパイを送り込んで機密を握り、国家を裏から支配する存在であることが明かされる。戦闘ステージでは禿頭にサングラスの男として登場するが、その正体は不気味なエイリアンだった。海外版ではエル・トロという名前で、サスケを人質に取っているため背後に回らないと倒すことができない。

## スタッフ
- プログラム：TARO MACHIDA
- ゲームデザイン：NORIPI SAGAMI
- キャラクター：DANICHI OONO
- サウンド：YOKI SHINJYUKU
- サブスタッフ：TUKAMAETE KUMA

## 評価
ゲーム誌『ファミコン通信』の「クロスレビュー」では合計22点（満40点）、『ファミリーコンピュータMagazine』の読者投票による「ゲーム通信簿」での評価は以下の通りとなっており、18.42点（満30点）となっている。
| 項目 | キャラクタ | 音楽 | 操作性 | 熱中度 | お買得度 | オリジナリティ | 総合  |
| 得点 | 3.23       | 3.07 | 3.06   | 3.13   | 2.84     | 3.09           | 18.42 |